# Gauley Bridge
Gauley Bridge est une ville américaine située dans le comté de Fayette dans l'État de Virginie-Occidentale. En 2010, sa population était de 614 habitants.
La ville doit son nom à un pont sur la rivière Gauley (en), détruit par les troupes confédérés durant la guerre de Sécession.